# Siergiej Biewad
Siergiej Iwanowicz Biewad, ros. Сергей Иванович Бевад (ur. w 1918 w Mikołajowie, zm. prawdopodobnie pod koniec listopada 1943 r. na okupowanej Ukrainie) – rosyjski działacz emigracyjny, współpracownik Ministerstwa Rzeszy ds. Okupowanych Terytoriów Wschodnich, a następnie oficer w sztabie atamana marszowego Wojska Dońskiego płk. Siergieja W. Pawłowa podczas II wojny światowej.
W 1922 r. jego rodzina wyjechała do Rumunii. Zamieszkała w Bukareszcie. W 1926 r. przeniosła się do Pragi. Siergiej I. Biewad ukończył miejscowe gimnazjum rosyjskie, a następnie politechnikę, uzyskując dyplom inżyniera. Wstąpił do praskiej drużyny witazi, działającej przy Rosyjskim Studenckim Ruchu Chrześcijańskim. W 1933 r. został członkiem Narodowego Związku Nowego Pokolenia (NTS). Pod koniec lat 30. utworzył oddział NTS w Pilźnie, stając na jego czele. 14 kwietnia 1941 r. wraz z pozostałymi działaczami czechosłowackiego oddziału NTS został aresztowany przez Gestapo. 1 lipca tego roku w wyniku interwencji Władimira M. Despotuli, redaktora naczelnego berlińskiego pisma „Nowoje słowe”, wyszedł na wolność. Nielegalnie przedostał się do okupowanej Warszawy, gdzie został współpracownikiem Ministerstwa Rzeszy ds. Okupowanych Terytoriów Wschodnich. Odbył podróż po okupowanych terenach ZSRR, odwiedzając miasta, w których przebywali wysłannicy NTS. W okupowanym Smoleńsku aresztowało go Gestapo. Po przewiezieniu do Warszawy wyszedł wkrótce na wolność. Latem 1943 r. wstąpił ochotniczo do oddziałów wojskowych Kozackiego Stanu, formowanych na Ukrainie. W stopniu sotnika objął funkcję adiutanta-tłumacza w sztabie atamana marszowego Wojska Dońskiego płk. Siergieja W. Pawłowa. Publikował artykuły w prasie kozackiej, szczególnie w piśmie „Na kazaczjem postu”. Głosił wśród miejscowej ludności hasła antyniemieckie i antysowieckie. Pod koniec listopada 1943 r. zginął w niewyjaśnionych okolicznościach. Pochowano go na cmentarzu w Płoskirowie. Według jednej wersji zabiła go Rumunka związana z sowiecką partyzantką z powodu kolportażu odezw NTS wzywających do walki zarówno z Sowietami, jak Niemcami. Druga wersja mówi o samobójstwie, aby nie być po raz kolejny aresztowanym przez Gestapo. Część źródeł jako datę śmierci podaje 1944 r., a jako miejsce śmierci okolice Kirowohradu.